# 努尔·哈桑·侯赛因
努尔·哈桑·侯赛因（阿拉伯语：‎，1937年2月16日—2020年4月1日），又名努尔·阿代，索马里政治家。
他于2007年11月至2009年2月期间出任索马里总理。
2020年4月1日，他因2019冠状病毒病在伦敦去世。